# فرد وليامز
فرد وليامز (بالإنجليزية: Fred Williams)‏ (15 أبريل 1918 المملكة المتحدة - 1 يناير 1994 نوتنغهامشير المملكة المتحدة) هو لاعب كرة قدم بريطاني سابق كان يلعب كمدافع.